# 2018 في ألمانيا
فيما يلي قوائم الأحداث التي وقعت خلال عام 2018 في ألمانيا.

## سياسة

### تعيين في المنصب
- 14 مارس – أولاف شولتس وزارة المالية الاتحادية.

### انتهاء فترة المنصب
- 13 مارس – أولاف شولتس عمدة هامبورغ  [لغات أخرى]‏.

## أحداث
- 18 سبتمبر - إقالة هانز جيورج ماسن رئيس المكتب الاتحادي لحماية الدستور من منصبه.
- 13 أكتوبر - مظاهرة كبيرة في برلين لرفض العنصرية نظما تجمع يسمى «كلنا واحد».[1]
- 8 نوفمبر - الرئيس فرانك فالتر شتاينماير يوقع قرار إحالة المدير السابق لمكتب حماية الدستور هانز جيورج ماسن للتقاعد.

## أفلام
من الأفلام التي صدرت هذه السنة في ألمانيا:
- 1 يناير – بلا حب من إخراج أندري زفياغنسيف.
- 22 أغسطس – أيرون سكاي: ذا كومنغ رايس من إخراج Timo Vuorensola [الإنجليزية]‏.

## وفيات

### يناير
- 17 يناير – دينيس كوسبيرت (مواليد 1975) رابر ألماني.

### فبراير
- 8 فبراير – ماري غروبر (مواليد 1955) ممثلة ألمانية.

### مارس
- 10 مارس – رالف والدمان (مواليد 1966) متسابق دراجات نارية ألماني.
- 24 مارس – هاينتس فريدريش (مواليد 1924) رسام ونحات ألماني.

## استشهادات
1. ↑  "احتجاجات عارمة في شوارع برلين ضد العنصرية في ألمانيا". سكاي نيوز العربية. 14 أكتوبر 2018. مؤرشف من الأصل في 2019-04-02. اطلع عليه بتاريخ 2018-10-14.